# Camp de batalla
Camp de batalla és el lloc on dos exèrcits lliuren una batalla o un combat. Un exemple és el Pas de l'Ebre. La batalla de l'Ebre, l'últim i definitiu enfrontament de la Guerra Civil espanyola, es produeix en aquest pas, a l'altura de Miravet, tot convertint-se en el terreny on s'enfronten, per darrer cop, els bàndols republicà i franquista.